# Kateryna Botanowa
Kateryna Jurijiwna Botanowa (ukrainisch Катерина Юріївна Ботанова, englisch Kateryna Botanova; * 12. Juni 1976 in Chmelnyzkyj) ist eine ukrainische Publizistin, Kunsthistorikerin und Übersetzerin.

## Leben und Wirken
Kateryna Botanowa studierte Kulturwissenschaften an der Kiew-Mohyla-Akademie.
In den Jahren 1998 bis 2001 arbeitete sie als Managerin für Kulturprogramme bei der International Renaissance Foundation.
Von 2009 bis 2015 war Botanowa Direktorin des CSM/Foundation Centre for Contemporary Art in Kiew. Seit 2014 ist sie Mitorganisatorin des multidisziplinären Kulturfestivals Culturescapes in der Schweiz. Von 2014 bis 2016 beteiligte sie sich an der Plattform für strategische Initiativen Kultur-2025, die eine langfristige Kulturstrategie für die Ukraine entwickelt. Botanowa forscht und schreibt über Dekolonialisierung und künstlerische Praktiken in Osteuropa und im globalen Süden. Sie ist Beraterin für verschiedene EU-Programme und Institutionen zu kulturellen Beziehungen und kultureller Vermittlung.
Sie übersetzte einige Kapitel aus Edward Saids Buch Kultur und Imperialismus ins Ukrainische.
Kateryna Botanowa wurde für die Shortlist 2023 des European Press Prize für Defined by silence ausgewählt.
Sie ist Gründerin und Journalistin der Online-Zeitschrift Korydor.
Sie gehört dem PEN Ukraine an.
Sie lebt und arbeitet in Basel.

## Werke (Auswahl)
- Svitlana Biedarieva (Hrsg.): Contemporary Ukrainian and Baltic Art: Political and Social Perspectives, 1991–2021 (Ukrainian Voices), ibidem, Stuttgart 2021. ISBN 978-3-8382-1526-6
- Kateryna Botanova and Quinn Latimer: Amazonia. Anthology as Cosmology. Sternberg Press, Berlin 2022, ISBN 978-3-95679-611-1[8]
- Kateryna Botanova: The Art of Misunderstanding in Ukraine's Many Faces. transcript Verlag, Bielefeld 2023, ISBN 978-3-8394-6664-3, S. 357–364, DOI:10.14361/9783839466643-035[9]
- Kateryna Botanova: ABC der Zukunft. Übers. von Lukas Joura. In: Vakhtang Kebuladze (Hrsg.): Die Zukunft, die wir uns wünschen. ibidem, Hannover 2024, ISBN 978-3-8382-1531-0, S. 17–30.[10]